# مویلحه علیا
مویلحه علیا، روستایی از توابع بخش مشراگه شهرستان رامشیر در استان خوزستان ایران است.

## جمعیت
این روستا در دهستان آزاده قرار دارد و براساس سرشماری مرکز آمار ایران در سال ۱۳۸۵، جمعیت آن ۲۵۲ نفر (۳۹خانوار) بوده‌است.